# وزغ رودخانه‌ای غول‌پیکر
وزغ رودخانه‌ای غول‌پیکر (نام علمی: Phrynoidis juxtasper) که با نام یا وزغ رودخانه‌ای بورنئو نیز شناخته می‌شود، یک گونه از وزغ‌های خانواده Bufonidae است. در بورنئو (برونئی، اندونزی، و مالزی) و سوماترا (اندونزی) زیر ۱٬۶۰۰ متر (۵٬۲۰۰ فوت) ارتفاع از سطح آب‌های آزاد یافت می‌شود. پیش از توصیف گونه آن، با Phrynoidis asper (از این رو نام خاص juxtasper، از لاتین juxta به معنی "نزدیک به") اشتباه گرفته می‌شد.